# エジソン・ドラゴ
エジソン・ドラゴ（Edson Drago、1977年8月29日 - ）は、ブラジルの男性総合格闘家。リオグランデ・ド・スル州ポルト・アレグレ出身。ドラゴ・ゴールド・チーム所属。
一撃必倒のパンチ力を有し、勝った試合はそのほとんどがKO勝利である。ブラジリアン・トップチームで柔術を学ぶ傍ら、チーム・ミノタウロではアントニオ・ホドリゴ・ノゲイラのスパーリングパートナーを務めている。
リングネームの「ドラゴ」は映画『ロッキー4/炎の友情』に登場するドラゴが由来。

## 来歴
アマチュアボクシングで南米重量級王者となった。
2004年9月4日、修斗スイス大会でプロ総合格闘技デビュー。
2006年4月22日、Cage Rage 16で英国ヘビー級王者テンギズ・テドラゼをCage Rage最短記録となる1R開始5秒でKOした。
2006年7月1日、PRIDE初参戦となったPRIDE 無差別級グランプリ 2006 2nd ROUNDでパウエル・ナツラと対戦し、腕ひしぎ十字固めで一本負け。キャリア10戦目で初黒星を喫した。
2007年4月8日、PRIDE.34で中尾"KISS"芳広と対戦し、袈裟固めで一本負け。

## 戦績

### 総合格闘技
| 総合格闘技 戦績 | 総合格闘技 戦績 | 総合格闘技 戦績 | 総合格闘技 戦績 | 総合格闘技 戦績 | 総合格闘技 戦績 | 総合格闘技 戦績 |
| --------------- | --------------- | --------------- | --------------- | --------------- | --------------- | --------------- |
| 13 試合         | (T)KO           | 一本            | 判定            | その他          | 引き分け        | 無効試合        |
| 9 勝            | 7               | 1               | 1               | 0               | 0               | 0               |
| 4 敗            | 2               | 2               | 0               | 0               | 0               | 0               |

| 勝敗 | 対戦相手                       | 試合結果                     | 大会名                                       | 開催年月日     |
| ×    | エジナウド・モルッソ           | 1R 1:00 TKO（足首の負傷）    | Win Fight & Entertainment 5                  | 2009年11月21日 |
| ×    | ゲーリー・ターナー             | 2R終了時 TKO（タオル投入）   | Cage Rage 22: Hard as Hell                   | 2007年7月14日  |
| ×    | 中尾"KISS"芳広                 | 1R 9:15 袈裟固め             | PRIDE.34                                     | 2007年4月8日   |
| ×    | パウエル・ナツラ               | 1R 4:33 腕ひしぎ十字固め     | PRIDE 無差別級グランプリ 2006 2nd ROUND      | 2006年7月1日   |
| ○    | ヴァルダス・ポセビュチス       | 2R TKO（グラウンドの膝蹴り） | World Freefight Challenge: Europe vs. Brazil | 2006年5月20日  |
| ○    | テンギズ・テドラゼ             | 1R 0:05 KO（左ストレート）   | Cage Rage 16: Critical Condition             | 2006年4月22日  |
| ○    | エリオ・ジッピ                 | 1R 0:15 KO（左フック）       | Jungle Fight 5                               | 2005年11月26日 |
| ○    | ジャイウソン・シウバ・サントス | 1R 0:29 KO（パンチ連打）     | Minotauro Fights 2                           | 2005年8月5日   |
| ○    | エドゥアルド・マイオリノ       | 1R 0:42 TKO（パウンド）      | Meca World Vale Tudo 12                      | 2005年7月9日   |
| ○    | ブルーノ・カルバルホ           | 1R TKO（パンチ連打）         | Minotauro Fights 1                           | 2005年5月21日  |
| ○    | ルイス・サントス・ゴンサウベス | 2R 2:22 ギブアップ           | Clube da Luta 2                              | 2005年3月15日  |
| ○    | ルイス・サントス・ゴンサウベス | 2R TKO（ドクターストップ）   | Clube da Luta 1                              | 2004年12月14日 |
| ○    | ジョゼ・ポンボ                 | 2R終了 判定                  | Shooto Switzerland 2                         | 2004年9月4日   |

### キックボクシング
| 勝敗 | 対戦相手                     | 試合結果             | 大会名                               | 開催年月日    |
| ×    | エディカーロス・ゴンサウベス | 1R 0:19 KO（パンチ） | STORM Muay Thai Grand Prix 【決勝】  | 2003年4月12日 |
| ○    | エメルソン・アヴィラ         | 1R 1:24 KO           | STORM Muay Thai Grand Prix 【1回戦】 | 2003年4月12日 |